# Buthidae
Buthidae é uma família de escorpiões, da classe Arachnida.

## Gêneros
| Afghanobuthus Lourenço, 2005            | Afroisometrus Kovarik, 1997             | Akentrobuthus Lamoral, 1976                         |
| Alayotityus Armas,1973                  | Ananteris Thorell, 1891                 | Androctonus Ehrenberg, 1828                         |
| Anomalobuthus Kraepelin, 1900           | Apistobuthus Finnegan, 1932             | Australobuthus Locket, 1990 A.                      |
| Babycurus Karsch, 1886                  | Baloortochirus Kovaric, 1996            | Birulatus Vachon, 1974                              |
| Buthacus Birula, 1908                   | Butheoloides Hirst, 1925                | Butheolus Simons, 1882                              |
| Buthiscus Birula, 1905                  | Buthoscorpio Werner, 1936               | Buthus Leach, 1915                                  |
| Centruroides Marx, 1890                 | Charmus Karsch, 1879                    | Cicileiurus Teruel, 2007                            |
| Cicileus Vachon, 1948                   | Compsobuthus Vachon, 1949               | Congobuthus Lourenço, 1999                          |
| Darkenia Vachon, 1977 D.                | Egyptobuthus Lourenço, 1999             | Grosphus Simon, 1880                                |
| Hemibuthus Pocock, 1900                 | Hemilychas Hirst, 1911                  | Himalayotityobuthus Lourenço, 1997                  |
| Hottentotta Birula, 1908                | Iranobuthus Kovarik, 1997               | Isometroides Keyserling, 1885                       |
| Isometrus Ehrenberg, 1828               | Karasbergia Hewitt, 1913                | Kraepelinia Vachon, 1974                            |
| Lanzatus Kovarik, 2001                  | Leiurus Ehrenberg, 1828                 | Liobuthus Birula, 1898                              |
| Lissothus Vachon, 1948                  | Lychas C. L. Koch, 1845                 | Lychasioides Vachon, 1974                           |
| Mauritanobuthus Qi & Lourenço, 2007     | Mesobuthus Vachon, 1950                 | Mesotityus Gonzales-Sponga, 1981                    |
| Microananteris Lourenço, 2003           | Microbuthus Kraepelin, 1898             | Microtityus Kjellesvig-Waering, 1966                |
| Neobuthus Hirst, 1911                   | Neogrosphus Lourenço, 1995              | Odontobuthus Vachon, 1950                           |
| Odonturus Karsch, 1879                  | Orthochiroides Kovarik, 1998            | Orthochirus Karsch, 1891                            |
| Parabuthus Pocock, 1890                 | Paraorthochirus Lourenço & Vachon, 1997 | Pectinibuthus Fet, 1984                             |
| Physoctonus Mello-Leitão, 1934          | Plesiobuthus Pocock, 1900               | Polisius Fet, Capes & Sissom, 2001                  |
| Psammobuthus Birula, 1911               | Pseudolissothus Lourenço, 2001          | Pseudolychas Kraepelin, 1911                        |
| Pseudouroplectes Lourenço, 1995         | Razianus Farzanpay, 1987                | Rhopalurus Thorell, 1876                            |
| Sabinebuthus Lourenço, 2001             | Sassandiothus Farzanpay, 1987           | Somalibuthus Kovarik, 1998                          |
| Somalicharmus Kovarik, 1998             | Thaicharmus Kovarik, 1995               | Tityobuthus Pocock, 1893                            |
| Tityopsis Armas, 1974                   | Tityus C. L. Koch, 1836                 | Troglorhopalurus Lourenço, Batista & Giuponni, 2004 |
| Troglotityobuthus Lourenço, 2000        | Uroplectes Peters, 1861                 | Uroplectoides Lourenço, 1998                        |
| Vachoniolus Levi, Amitai & Shulov, 1973 | Vachonus Tikader & Bastawade, 1983      | Zabius Thorell, 1893                                |